# Registro (Brasile)
Registro è un comune del Brasile nello stato di San Paolo, parte della mesoregione del Litoral Sul Paulista e della microregione di Registro.

## Storia
Il comune è stato creato nel 1944 con legge statale.

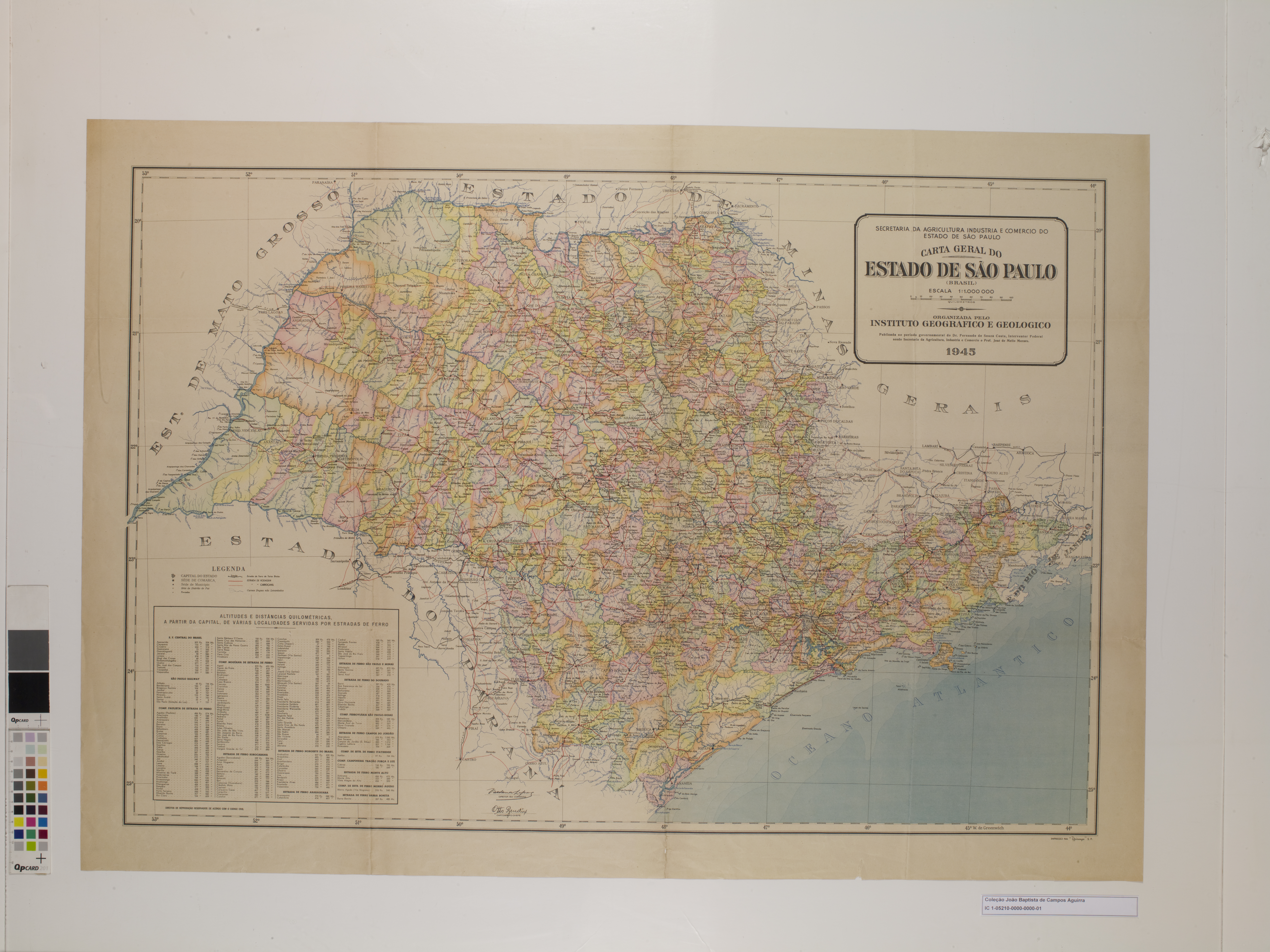
Mappa dello stato di San Paolo (1944).